# Pelham Aldrich
Pour les articles homonymes, voir Aldrich.
Pelham Aldrich est un officier de marine et explorateur arctique britannique. Né à Mildenhall (Suffolk) le 8 décembre 1844, il est mort à Great Bealings, le 12 novembre 1930.

## Biographie
Aspirant de marine (1859) dans la Navy, sous-lieutenant (1864) puis lieutenant (1866), il est affecté en 1872 sur le HMS Challenger, en tant que premier Lieutenant. Il quittera l'expédition en 1875 pour accompagner le capitaine Georges Nares dans une mission d'exploration de l'Arctique dans le but d'atteindre le Pôle Nord par le détroit de Smith.
Aldrich commande une grande expédition en luge sur l'île d'Ellesmere. Il longe ainsi la Terre de Grant, double le cap Columbia et atteint le point le plus extrême de l'époque, la pointe Alert, aujourd'hui nommée cap Aldrich, relevant 370 km de côtes nouvelles. Terrassés par le scorbut, les hommes sont sauvés par des groupes de secours envoyés par le capitaine Georges Nares.
Promu commandant (1876), il dirige ensuite une expédition en Chine et en Méditerranée. Capitaine (1883), il est envoyé dans diverses missions d'arpentage au cap de Bonne-Espérance et en Australie. En 1888, il explore l'île Christmas avec le naturaliste Charles Wyville Thomson qui dirigea l'expédition du HMS Challenger et qui nommera en son honneur la Bathycrinus aldrichianus.
Vice-amiral (1903), puis amiral (1907), il quitte la marine le 22 mars 1908.

## Hommages
En 1978, un timbre-poste de l'île Christmas a été émis en son honneur.
En Antarctique, Robert Scott donna son nom au mont Aldrich pour le remercier de son aide dans la préparation de son expédition.

## Œuvres
- Arctic Expedition, 1875-6: Western Sledging Party (1877)
- Report on Christmas Island, Indian Ocean H M S Egeria (1887)
- Deep Sea Soundings and Serial Temperature Observations Obtained in the Indian Ocean (1888)
- Search for Reported Dangers in South Pacific (1889)
- Notes on the Tidal Streams at the Entrance to the English Channel (1891)